# BD+17°3248
BD+17°3248 — старая звезда II типа звёздного населения на расстоянии около 968 световых лет от Солнца в гало Млечного Пути. Звезда относится к классу ультрамалометалличных звёзд, к крайне редкому подклассу звёзд с высоким содержанием элементов-продуктов нейтронного захвата (r-процесс).
Примерно с 2000 года звезду исследовали с помощью трёх телескопов: телескопа «Хаббл», телескопа Кек I и телескопа Харлана Смита в Обсерватории Макдональда Техасского университета. Было определено содержание химических элементов в ряду от германия (Z=32) до урана (Z=92). Наблюдения на телескопе «Хаббл» использовались для изучения ультрафиолетовой части спектра звезды. При этом удалось определить содержание платины, осмия и, впервые для объекта вне Солнечной системы, золота.
Сотрудники Университета Майнца и Университета Базеля под руководством Карла-Людвига Кратца и Фридриха-Карла Тильманна сравнили наблюдаемые количества стабильного элемента европия (Z=63) и радиоактивных элементов тория (Z=90) и урана (Z=92) с теоретически определённым содержанием при r-процессах во время вспышки сверхновой II типа. Благодаря этому удалось определить возраст звезды как 13,8 млрд лет с неопределённостью 4 млрд лет. Похожий возраст был получен для другой крайне малометалличной звезды (CS31082-001) на основе соотношения между содержанием тория и урана. Такие звёзды сформировались спустя всего несколько сотен миллионов лет после Большого взрыва.